# Oncidium chrysomorphum
Oncidium chrysomorphum är en orkidéart som beskrevs av John Lindley. Oncidium chrysomorphum ingår i släktet Oncidium och familjen orkidéer. Inga underarter finns listade i Catalogue of Life.